# 查爾斯王子山脈
查爾斯王子山脈（英語：Prince Charles Mountains）是南極洲的山脈，位於南極大陸東部的麥克羅伯特森地，全長500公里，最高點海拔高度3,228米。整个查尔斯山脉由阿索斯山脉、波尔托斯山脉和阿拉米斯山脉构成。該山脈在1959年以时年八岁的查爾斯王子命名。

## 外部連結

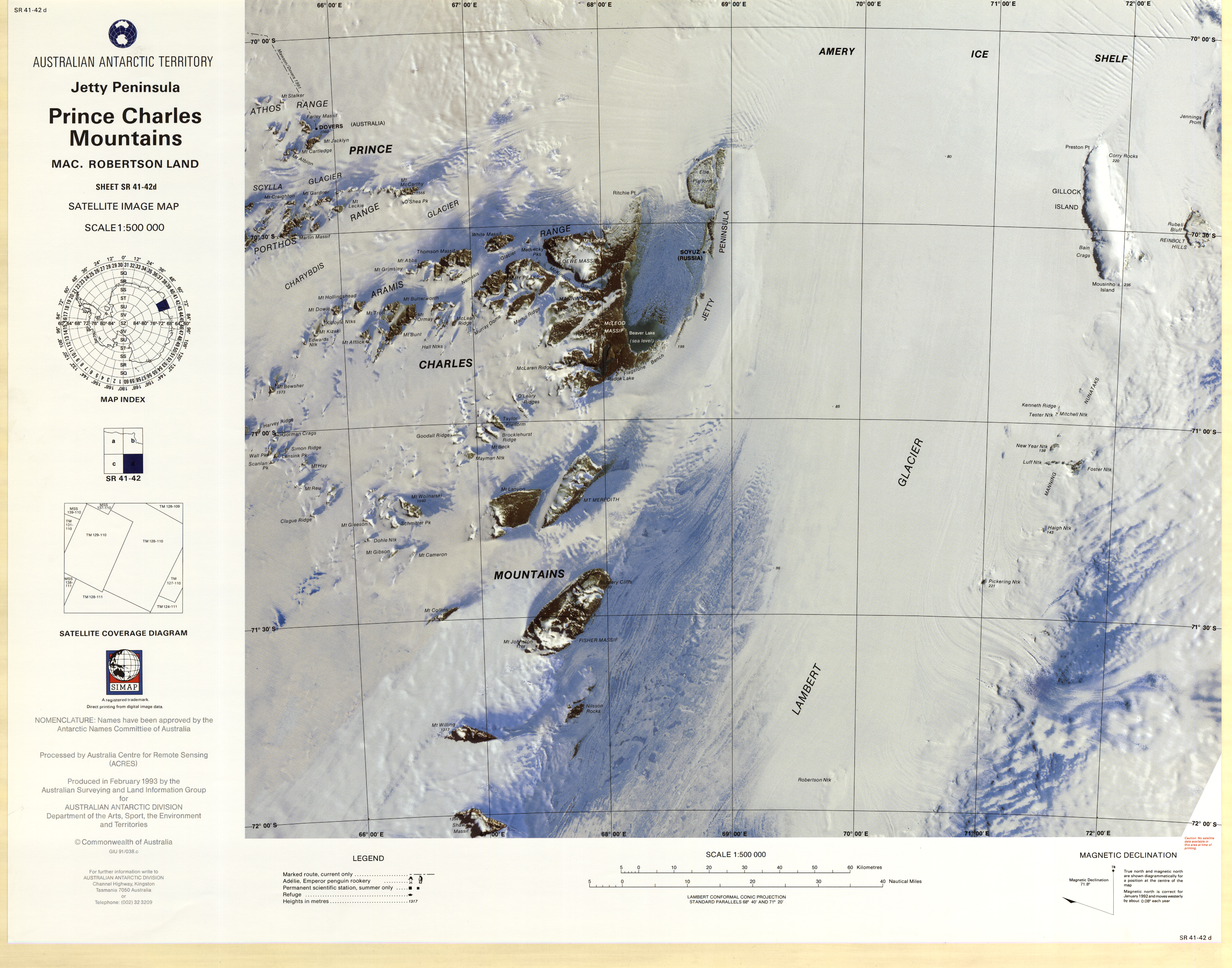
查尔斯王子山脉地图

- Australian Antarctic Division - Prince Charles Mountains

72°0′S 67°0′E / 72.000°S 67.000°E